# Calamonte
Calamonte (asztur-leóni és extremadurai nyelven Calamonti) település Spanyolországban, Badajoz tartományban. Calamonte Mérida községgel határos. Lakosainak száma 6120 fő (2024).

## Népesség
A település népessége az utóbbi években az alábbiak szerint változott:
| Lakosok száma | 6104 | 6115 | 6084 | 6178 | 6308 | 6354 | 6255 | 6162 | 6152 | 6120 |
|               | 2001 | 2004 | 2006 | 2009 | 2011 | 2014 | 2016 | 2019 | 2021 | 2024 |